# موسوعة التاريخ الإسلامي والحضارة الإسلامية
موسوعة التاريخ الإسلامي والحضارة الإسلامية للمؤلف: د. أحمد شلبي، مواليد مصر، ماجستير في التاريخ الإسلامي - جامعة لندن، دكتوراة في التاريخ - جامعة كامبردج بريطانيا. 

## عرض الكتاب
دراسة تحليلية شاملة في عشرة أجزاء لتاريخ العالم الإسلامي كله، من مطلع الإسلام حتى العهد الحاضر، مع دراسة الجوانب الحضارية التي أسهم بها المسلمون في ترقية العمران وتطوير الفكر البشري». (10 أجزاء)يقول في المقدمة: إن هذا الكتاب دعوة إلى إعادة قراءة تاريخنا واستلهام نماذجه الناجحة، ودعوة إلى فقه سنن التغيير وكيف ان ظاهرة صلاح الدين ليست ظاهرة بطولة فردية خارقة ولكنها خاتمة ونهاية ونتيجه مقدرة لعوامل التجديد ولجهود الامة المجتهدة، وهي ثمرة مائة عام من محاولات التجديد والإصلاح. وبذلك فهي نموذج قابل للتكرار في كل العصور.
هذا الكتاب هو فاتحة سلسلة جديده عن حركات الإصلاح في تاريخ الامة الإسلامية. وهو يتعرض اولا للتكوين الفكري للمجتمع الإسلامي قبل الحروب الصليبية، واثار اضطراب الحياة الفكرية على الحياة الاقتصادية والاجتماعية والسياسية في ذلك الوقت، ثم يتحدث عن مراحل الإصلاح فيبدا بالمحاولات السياسية للإصلاح ويخص منها دور الوزير في نظام الملك ثم مشروعات التجديد والإصلاح الفكرية والتربوية ويبين الاثار العامة لهذه المحاولات والمشروعات الإصلاحية، ويحلل هذه الاثار ويقومها، ويخرج في النهاية بقوانين وسنن تاريخية مع بيان تطبيقاتها المعاصرة في الامة.